# لگو دی‌سی: شزم!: جادو و هیولاها
لگو دی‌سی: شزم!: جادو و هیولاها (انگلیسی: Lego DC: Shazam!: Magic and Monsters) یک فیلم کمدی اکشن و ماجراجویی ابرقهرمانی انیمیشن کامپیوتری آمریکایی است که بر اساس دی‌سی کامیکس و لگو توسط دی‌سی کامیکس، گروه لگو و وارنر برادرز انیمیشن تهیه شده و توسط رسانه خانگی وارنر توزیع شده‌است. این دهمین فیلم کمیک لگو دی سی است. این فیلم در ۲۸ آوریل در دیجیتال و در ۱۶ ژوئن سال ۲۰۲۰ برای بلو-ری / دی‌وی‌دی منتشر شد.